# Uranotaenia lucyae
Uranotaenia lucyae är en tvåvingeart som beskrevs av Someren 1954. Uranotaenia lucyae ingår i släktet Uranotaenia och familjen stickmyggor.
Artens utbredningsområde är Kenya. Inga underarter finns listade i Catalogue of Life.